# Августовка (Одесская область)
Августо́вка (укр. Августі́вка) — село, относится к Беляевскому району Одесской области Украины.
Население по переписи 2001 года составляло 1432 человека. Почтовый индекс — 67632. Телефонный код — 4852. Занимает площадь 1,87 км². Код КОАТУУ — 5121080301.

## Местный совет
67632, Одесская обл., Беляевский р-н, с. Августовка, ул. Кооперативная, 21

## Достопримечательности
Недалеко от села Августовка находится братская могила воинов, над которой ней установлены крест и стела с текстом : «Здесь в 1941 г. воины 136-го запасного стрелкового полка вели тяжелые бои, защищая Одессу от фашистских захватчиков». К стеле ведут широкие ступени. У ее основания литой венок ветвей дуба — символ силы и мощи, которые дает своим верным сыновьям Родина, символ славы и бессмертия их подвига. На надгробной чугунной плите — слова посвящения: «Вам, бессмертным ровесникам грядущего, стоявшим здесь насмерть».
В открытии монумента в октябре 1967 года принял участие защитник Одессы Герой Советского Союза Г. К. Главацкий.